# Rostěnice-Zvonovice
Rostěnice-Zvonovice é uma comuna checa localizada na região de Morávia do Sul, distrito de Vyškov.